# Claudio Elías
Claudio Elías, vollständiger Name Claudio Marcelo Elías Artigas, (* 23. September 1974 in Montevideo) ist ein ehemaliger uruguayischer Fußballspieler.

## Karriere

### Vereine
Der 1,81 Meter große Defensivakteur Elías gehörte zu Beginn seiner Karriere von 1992 bis 1995 der Mannschaft des Club Atlético Progreso an. Sodann spielte er 1996 für Central Español. Anschließend kehrte er zu Progreso zurück und war bei den Montevideanern bis Ende 1999 aktiv. Im Jahr 2000 stand er in Reihen des chinesischen Klubs Wuhan Hongtao und bestritt dort 21 Ligaspiele (kein Tor). Im jährlichen Wechsel waren dann Tianjin Teda (2001: 23 Ligaspiele/2 Tore), Deportivo Maldonado (2002: 10/1), Wuhan Hongtao (2003: 26/1) und Everton de Viña del Mar (2004: 7/1) seine Arbeitgeber. Anfang Januar 2005 schloss Elías sich für ein halbes Jahr América de Cali an. Für die Kolumbianer lief er in neun Erstligapartien auf und schoss ein Tor. Mitte 2005 wechselte er zu Centro Atlético Fénix und bestritt in der Saison 2005/06 zwölf Begegnungen in der Primera División, bei denen er einmal ins gegnerische Tor traf. Für die zweite Jahreshälfte 2006 verpflichtete ihn Universidad Católica del Ecuador. Bei den Ecuadorianern stehen fünf Ligaeinsätze und ein Tor für ihn zu Buche. Über ein halbjähriges Engagement beim brasilianischen Verein XV de Jaú gelangte er im Juli 2007 erneut zu Fénix. Bei dieser letzten verzeichneten Karrierestation wurde er in der Saison 2007/08 noch einmal (kein Tor) in der höchsten uruguayischen Spielklasse eingesetzt.

### Nationalmannschaft
Elías debütierte am 22. März 1995 bei der 1:2-Auswärtsniederlage im Freundschaftsländerspiel gegen die kolumbianische Auswahl in der uruguayischen A-Nationalmannschaft, als er von Trainer Héctor Núñez in die Startaufstellung beordert wurde. Im selben Jahr wurde er in den Länderspielen gegen die USA (25. März 1995), Jugoslawien (31. März 1995) und Israel (20. September 1995) erneut von Nationaltrainer Núñez in der „Celeste“ eingesetzt. Danach wirkte er in keinen weiteren Länderspielen mit. Somit absolvierte er insgesamt vier Länderspiele. Ein Länderspieltor erzielte er nicht.